# Pedro Henrique Konzen
Pedro Henrique Konzen (Santa Cruz do Sul, 16 de junho de 1990) é um futebolista brasileiro que atua como ponta-esquerda. Atualmente joga pelo Ceará.

## Carreira

### Primeiros Anos
Nascido em 16 de junho de 1990 em Santa Cruz do Sul, Pedro Henrique Konzen Medina da Silva começou no Santa Cruz, depois foi para o Avaí e Grêmio.
Em 2010, deixou o Grêmio para retornar a Santa Cruz do Sul, onde se juntou às fileiras do Avenida. Ele estreou no Campeonato Gaúcho, jogando dois jogos como substituto.
No entanto, ele foi rapidamente recrutado pelo Caxias, com quem descobriu a Série C, obteve seus primeiros títulos e marcou seus primeiros gols profissionais: durante a temporada de 2011, jogou um total de 24 jogos e marcou três gols. O primeiro em 19 de janeiro de 2011 contra o Esporte Clube Pelotas. Pedro Henrique jogou com o SER Caxias até janeiro de 2012. Nessa data, ele deixou o Brasil para se juntar à Europa.

### FC Zürich
Descoberto pelo FC Zürich, assinou contrato com o clube suíço em 24 de janeiro de 2012. Durante sua primeira metade de temporada no campeonato suíço, Pedro Henrique jogou quinze jogos. Ele marcou seu primeiro e único gol da temporada em 18 de fevereiro de 2012, contra o Thun. Na temporada seguinte, ele sofreu uma lesão e jogou apenas dezenove jogos.
Na temporada 2013-2014, Pedro Henrique fez sua primeira temporada completa em Zurique, jogando quarenta jogos, incluindo dois da Liga Europa da UEFA, na qual o FC Zurich foi eliminado pelo Slovan Liberec. Ele venceu a Coupe de Suisse, mas não participou da final, devido a uma suspensão. Esta temporada de sucesso permite-lhe atrair a atenção de muitos clubes.

### Rennes
Em 26 de junho de 2014, assinou contrato com o Rennes, da Ligue 1, por quatro anos. No clube francês, o atacante ficou até 2017. Ele não conseguiu marcar muitos tentos, ainda que tivesse feito 81 partidas em território francês. Seu período no clube foi interrompido em janeiro, quando saiu do time após marcar 8 gols desde sua estreia.

### PAOK
Em 30 de janeiro de 2017, Pedro Henrique se transferiu para o PAOK por uma taxa relatada de €1,6 milhão, assinando contrato com o clube grego até 30 de junho de 2020. Em 5 de fevereiro de 2017, em sua segunda partida na Superliga Grega, marcou seu primeiro gol pelo clube, selando uma vitória em casa por 3-2 contra o Asteras Tripoli. Em 6 de maio de 2017, o atacante brasileiro, junto de Diego Biseswar, marcou os gols do time do técnico sérvio Vladan Ivic, ajudando o PAOK a vencer por 2-1 na final da Copa da Grécia contra o AEK Atenas no Estádio Panthessaliko de Volos, conquistando o título da Copa da Grécia pela quinta vez na história do clube.
Em 27 de julho de 2017, Olimpik Donetsk e PAOK empataram em 1-1 no Estádio Valeriy Lobanovskyi Dynamo, pela terceira rodada de qualificação da Liga Europa da UEFA 2017-18, já que o vencedor da Copa da Grécia empatou graças a um esforço de curta distância do atacante brasileiro, que entrou como reserva cinco minutos antes.
Em 28 de janeiro de 2019, o PAOK confirmou o retorno do atacante brasileiro após seu período de empréstimo no FC Astana. Em 18 de fevereiro de 2019, ele marcou seu primeiro gol pelo clube após seu retorno, um minuto do final do tempo normal, com um chute desviado da entrada da área, após ter entrado em campo apenas oito minutos antes para substituir Chuba Akpom, em uma vitória fora de casa por 5 a 1 contra o Apollon Smyrnis, contribuindo para a conquista do título após 34 anos. Em 7 de abril de 2019, ele abriu o placar em uma vitória em casa por 3 a 0 contra o Lamia.

### Qarabağ FK
Em 31 de agosto de 2017, o Qarabağ FK contratou o atacante Pedro Henrique Konzen Medina da Silva, emprestado pelo PAOK, vencedor da Copa da Grécia, até o final da temporada 2017-18, com uma cláusula de compra de €5 milhões. Em 27 de setembro de 2017, Henrique marcou no primeiro tempo, com o primeiro gol do Qarabağ na Liga dos Campeões da UEFA, após uma assistência de Dino Ndlovu em uma derrota em casa por 2-1 contra a Roma. Em 24 de maio de 2018, o Qarabağ anunciou que Pedro Henrique havia sido liberado pelo clube após o término de seu contrato de empréstimo.

### Astana
Em 14 de julho de 2018, o Astana contratou o atacante, emprestado pelo PAOK, até o final da temporada 2018-19. Em 30 de agosto de 2018, Pedro Henrique foi o grande protagonista e o único artilheiro com um pênalti, em uma vitória em casa por 1 a 0 contra o clube cipriota APOEL, ajudando seu clube a se classificar para a fase de grupos da Liga Europa da UEFA após uma vitória agregada de 2 a 1 nos pênaltis.

### Kayserispor
Em 9 de agosto de 2019, Pedro Henrique assinou um contrato de três anos com o clube turco Kayserispor, por uma taxa de transferência de €650.000. Após 61 partidas, com 18 gols marcados, o atacante brasileiro chamou a atenção de outra equipe turca e deixou o time por um valor acima do comprado pelo Kayserispor em 2019.

### Sivasspor
Após findar sua temporada no Kayserispor, em julho de 2021, o atleta trocou de clube turco para assinar com o Sivasspor por 1,3 milhões de euros. Em abril de 2022, após fazer 30 partidas pelo clube turco, e ter balançado as redes em 9 oportunidades, o jogador optou por deixar o time e voltar para o Brasil.

### Internacional
No dia 12 de abril de 2022, foi anunciada a sua contratação pelo Internacional. O jogador assinou contrato até o fim de junho de 2024. Marcou seu primeiro gol com a camisa colorada no dia 11 de junho, contra o Flamengo, em partida válida pelo Campeonato Brasileiro. Na sequência do Campeonato, Pedro destacou-se mais duas vezes. Em ambas as oportunidades, o atleta fizera um doblete: o primeiro contra o São Paulo e o último contra o Atlético-GO. Ao final de sua primeira temporada, o atacante marcara 9 gols em 36 jogos.
Em 2023, Pedro destacou-se demasiadamente durante o Campeonato Gaúcho. Em 10 partidas, o atleta fizera 8 gols e tornou-se o artilheiro da competição. Na sequência da temporada, o jogador enfrentou momentos irregulares. Além de suas lesões, o atacante marcou apenas 3 gols em 26 jogos de Brasileirão. Ao todo, com seus 12 gols em 50 jogos, o brasileiro foi o terceiro maior artilheiro do time naquele ano.
Em 2024, o jogador cobrava por mais minutos em campo. Em 3 partidas no Campeonato Gaúcho, ele já havia marcado um gol na 4ª rodada, a única em que ele fizera 90 minutos em campo. Em 15 de fevereiro, se despediu do clube gaúcho.

### Corinthians
Em 16 de fevereiro de 2024, foi anunciado pelo Corinthians com contrato até 2025. O clube adquiriu 70% dos direitos econômicos do atleta. No dia seguinte (17), foi apresentado oficialmente no CT Joaquim Grava. Fez a sua estreia com a camisa do Corinthians no dia 18 de fevereiro de 2024, no empate por 2-2 contra o Palmeiras, na Arena Barueri, pelo Campeonato Paulista 2024. Em 4 de agosto de 2024, marcou seu primeiro gol com a camisa do Corinthians, no empate por 1-1 contra o Juventude, na Neo Química Arena, pelo Campeonato Brasileiro 2024. Encerrou sua passagem pelo clube paulista com 27 jogos, dois gols, uma assistência, 1040 minutos em campo.

### Ceará
Em 10 de janeiro de 2025, foi anunciado pelo Ceará com contrato até o fim de 2026.

## Títulos
FC Zürich
- Copa da Suíça: 2013–14

PAOK
- Campeonato Grego: 2018–19
- Copa da Grécia: 2016–17, 2018–19

Qarabağ
- Campeonato Azerbaijão: 2017–18

Astana
- Campeonato Cazaque: 2018

Ceará
- Campeonato Cearense: 2025

### Prêmios individuais
- Seleção do Campeonato Gaúcho: 2023

### Artilharias
- Campeonato Gaúcho de Futebol de 2023 - Série A (8 gols)